# Baskenland (autonome regio)
Het Baskenland (Baskisch: Euskadi, Spaans: País Vasco) of voluit de Autonome Gemeenschap Baskenland (Baskisch: Eusko Autonomia Erkidegoa; Spaans: Comunidad Autónoma del País Vasco) is een van de zeventien autonome regio's van Spanje. Baskenland ligt aan de Atlantische Oceaan in het noorden van Spanje, ten westen van de Pyreneeën en de grens met Frankrijk. De hoofdstad van de autonome regio is Vitoria-Gasteiz, maar de grootste stad is Bilbao.

## Topografische aanduiding
Hoewel de autonome regio Baskenland vaak wordt aangeduid met de term 'Baskenland', is het eigenlijke Baskenland (in het Baskisch Euskal Herria genoemd) groter dan alleen deze regio (in het Baskisch Euskadi genoemd). Dit kan voor buitenstaanders verwarring opleveren.
Het Baskenland in historisch, cultureel, etnisch en taalkundig opzicht omvat behalve de Autonome Gemeenschap Baskenland ook de aangrenzende Autonome Forale Gemeenschap Navarra en Frans-Baskenland, dat bestaat uit de drie historische Baskische provincies Labourd, Neder-Navarra en Soule in het zuiden van het departement Pyrénées-Atlantiques. Ook in deze gebieden wonen van oudsher voornamelijk Basken. De Baskische taal wordt echter nauwelijks meer gesproken in het zuiden van Navarra en veel Spaanstaligen identificeren zich er niet met het Baskische nationalisme. In Frans-Baskenland wordt nog tamelijk veel Baskisch gesproken, maar hier is de taal op geen enkele manier erkend en ijvert slechts een minderheid voor aansluiting bij de rest van Baskenland.
In de Baskische provincie Álava ligt de Rioja Alavesa, waar 20% van de riojawijn wordt gemaakt.

## Geschiedenis

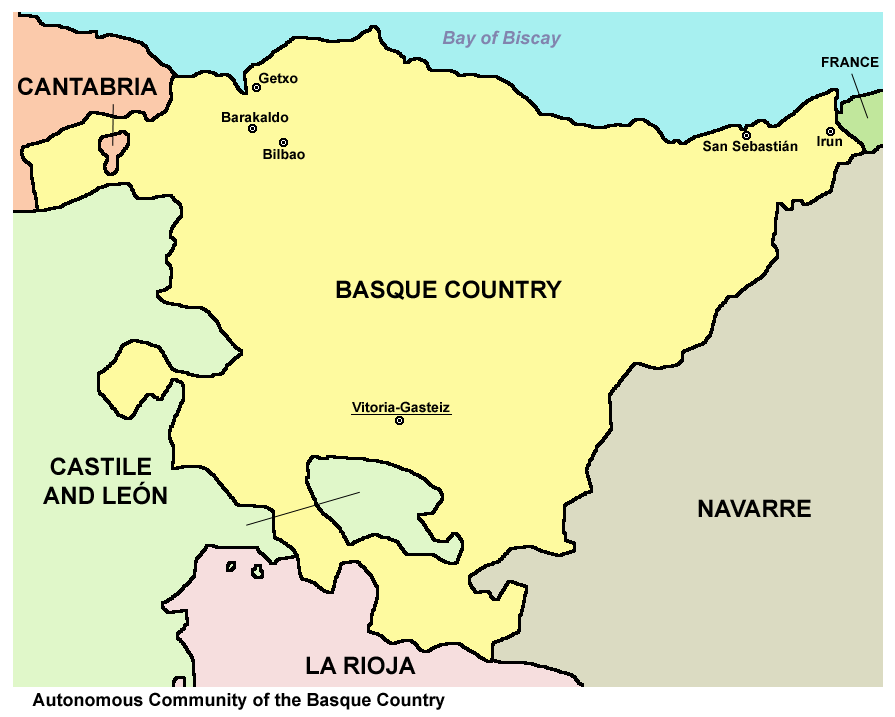

De Basken genoten onder de Franse en Spaanse koningen vaak een grote mate van autonomie. Deze autonomie werd door de eeuwen heen steeds meer aangetast, totdat het gebied geheel geïntegreerd was in de Franse en Spaanse staat.
Binnen de Tweede Spaanse Republiek verkregen de Basken grote autonomie onder hun president Aguirre. Onder het bewind van Franco werden zij sterk onderdrukt en als reactie hierop ontstond uiteindelijk de gewapende afscheidingsbeweging ETA, met als politieke tak Batasuna. Onder koning Juan Carlos kreeg de Spaanse regio Baskenland meer autonomie. Het autonomiestatuut van Baskenland maakt het Navarra uitdrukkelijk mogelijk zich bij Baskenland aan te sluiten, maar deze provincie heeft hier geen gehoor aan gegeven.
De autonomie maakte geen einde aan de terreur van ETA, en daar kwam in de jaren '90 ongeorganiseerd straatgeweld bij, de kale borroka. 
Er is door Juan José Ibarretxe, een voormalig Baskisch regeringsleider (lehendakari), in 2003 een plan opgesteld (het "plan-Ibarretxe") om uit de politieke impasse te geraken. Dit plan gaf Baskenland meer autonomie ten opzichte van Spanje. Ibarretxe pleitte voor een vrije associatie van Baskenland met Spanje, waarbij Baskenland grotendeels zelfstandig zou worden, maar in associatie met Spanje, en dus er deel van zou blijven uitmaken. Het plan werd door het Baskische parlement goedgekeurd (o.a. door Ibarretxes partij, de EAJ/PNV), maar in het Spaanse parlement met grote meerderheid verworpen. Ook de toenmalige Spaanse minister-president Zapatero stond negatief tegenover het plan.
Door het afbrokkelen van de maatschappelijke steun voor de gewapende strijd voor onafhankelijkheid, en het krachtige politie-optreden, waren er in het eerste decennium van de 21e eeuw steeds minder geweldplegingen uit naam van de onafhankelijkheid. In maart 2006 kondigde ETA een wapenstilstand af en in oktober 2011 legde de beweging eenzijdig de wapens neer. Hiermee kwam er ook een einde aan het straatgeweld.

## Geografie

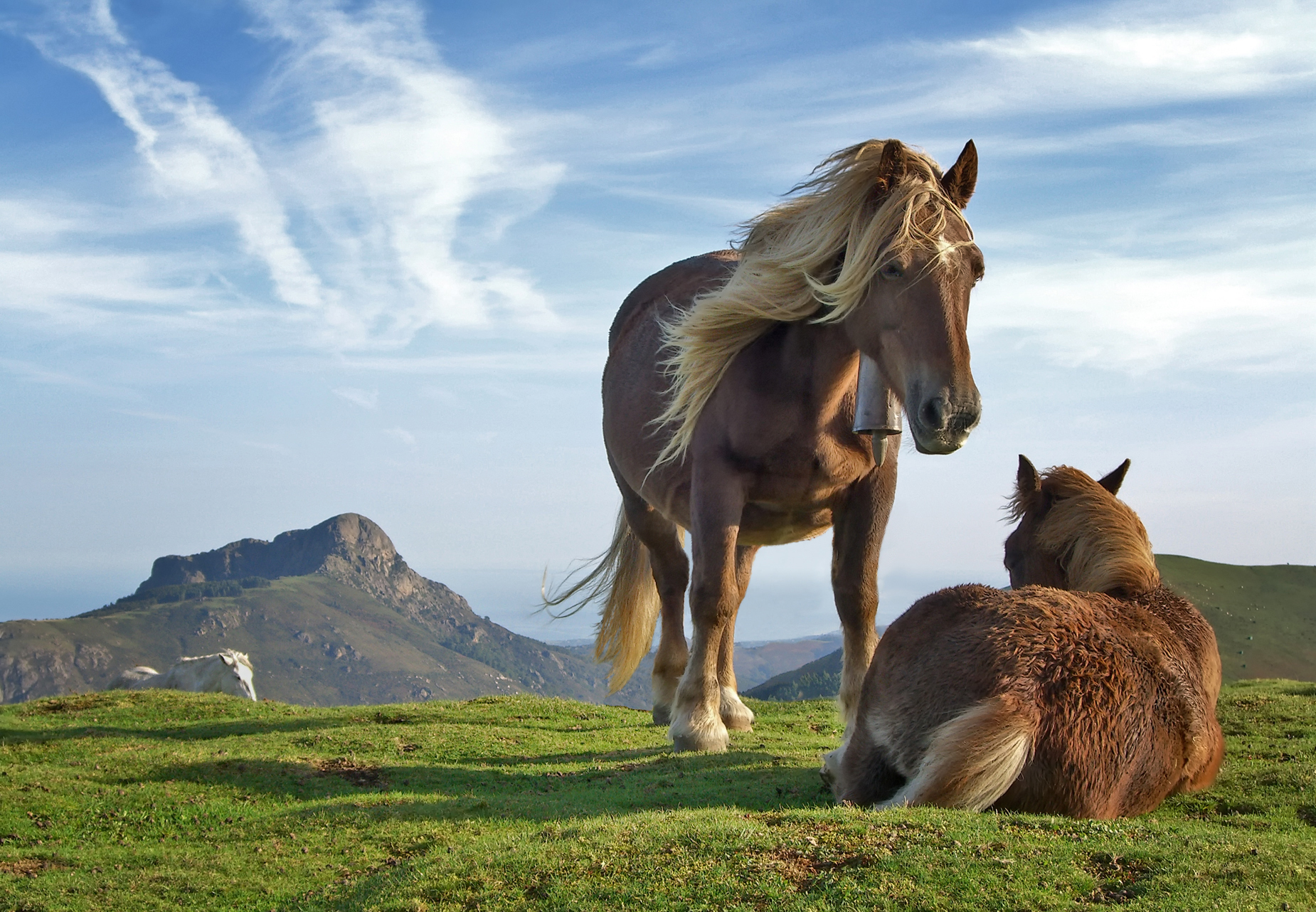
Wilde paarden op de berg Bianditz (840 m) in de Spaanse autonome gemeenschap Baskenland. Op de achtergrond is de berg Aiako Harria (837 m) zichtbaar

De hoogste berg in de autonome regio Baskenland is de 1551 meter hoge Aitxuri.

### Demografische ontwikkeling
Bevolkingscijfers in duizendtallen
Bron: INE

## Bestuurlijke indeling
De autonome regio Baskenland bestaat uit drie provincies:
| Provincie | Inwonertal | Hoofdstad              | Inwonertal |
| --------- | ---------- | ---------------------- | ---------- |
| Álava     | 317.352    | Vitoria-Gasteiz        | 226.490    |
| Biskaje   | 1.153.724  | Bilbao                 | 353.175    |
| Gipuzkoa  | 707.263    | Donostia-San Sebastián | 183.563    |
| Totaal    | 2.124.846  |                        |            |

## Taal en cultuur
De autonome regio Baskenland is officieel tweetalig: zowel het Spaans als het Baskisch zijn officiële talen. In 2016 sprak 33,9% van de bevolking vloeiend Baskisch, 19,1% heeft een basiskennis van de taal en 47% spreekt de taal niet. De Baskische taal is een taalkundig raadsel en vertoont geen enkele overeenkomst met welke andere taal dan ook.

## Media
De autonome regio Baskenland heeft een publieke televisie- en radio-omroep, EiTB, met 6 radiozenders en 5 televisiezenders, die zowel in het Baskisch als het Spaans uitzendt. 